# Орляк (област Добрич)
 Тази статия е за селото в България.  За селото в Гърция вижте Орляк (дем Долна Джумая).  
Орляк е село в Североизточна България. То се намира в община Тервел, област Добрич.

## История
Създадено преди 600-700 години от турци.
През Османския период, след Освобождението и по време на румънската власт над Южна Добруджа селото носи името Трупчилар.
Според запазени свидетелства в печата в края на Румънската кампания през Първата световна война оттеглящите се румънски окупационни сили отнемат от населението в района на селото едър и дребен добитък, товарен инвентар и зърнени храни.
Със заповед МЗ № 2191/обн. 27 юни 1942 г. селото се преименува на Макензен, а с МЗ № 7552/обн. 22 ноември 1947 г. започва да носи името Орляк.

## Население
Преброяване на населението през 2011 г.
Численост и дял на етническите групи според преброяването на населението през 2011 г.:
|                     | Численост | Дял (в %) |
| Общо                | 1749      | 100,00    |
| Българи             | 106       | 6,06      |
| Турци               | 691       | 39,50     |
| Цигани              | 702       | 40,13     |
| Други               | 0         | 0,00      |
| Не се самоопределят | 25        | 1,42      |
| Неотговорили        | 225       | 12,86     |

Циганите в селото са турски цигани от обособена група, наричана мехтер милет.